# César 1978
Die 3. Verleihung der Césars fand am 4. Februar 1978 im Konzertsaal Salle Pleyel in Paris statt. Präsidentin der Verleihung war die Schauspielerin Jeanne Moreau. Ausgestrahlt wurde die Verleihung, durch die Pierre Tchernia zusammen mit Jean-Pierre Aumont, Victor Lanoux und Roger Pierre als Gastgeber führte, vom öffentlich-rechtlichen Fernsehsender Antenne 2, heute France 2.
Mit sieben Auszeichnungen, darunter als bester Film, bei insgesamt acht Nominierungen stellte sich Alain Resnais’ Film Providence als großer Gewinner des Abends heraus. Jean Rochefort, der den César bereits 1976 als bester Nebendarsteller gewinnen konnte, setzte sich mit seiner Darbietung in Der Haudegen als bester Hauptdarsteller gegen Alain Delon, Charles Denner, Gérard Depardieu und Patrick Dewaere durch. In der Kategorie Beste Hauptdarstellerin konnte sich Simone Signoret mit ihrer Darbietung in Madame Rosa, einer mit dem Oscar ausgezeichneten Verfilmung des Romans Du hast das Leben noch vor dir von Romain Gary, gegen Brigitte Fossey, Isabelle Huppert, Miou-Miou und Delphine Seyrig behaupten. Claude Millers sechsfach nominierte Patricia-Highsmith-Verfilmung Süßer Wahn konnte am Ende keinen Preis gewinnen.

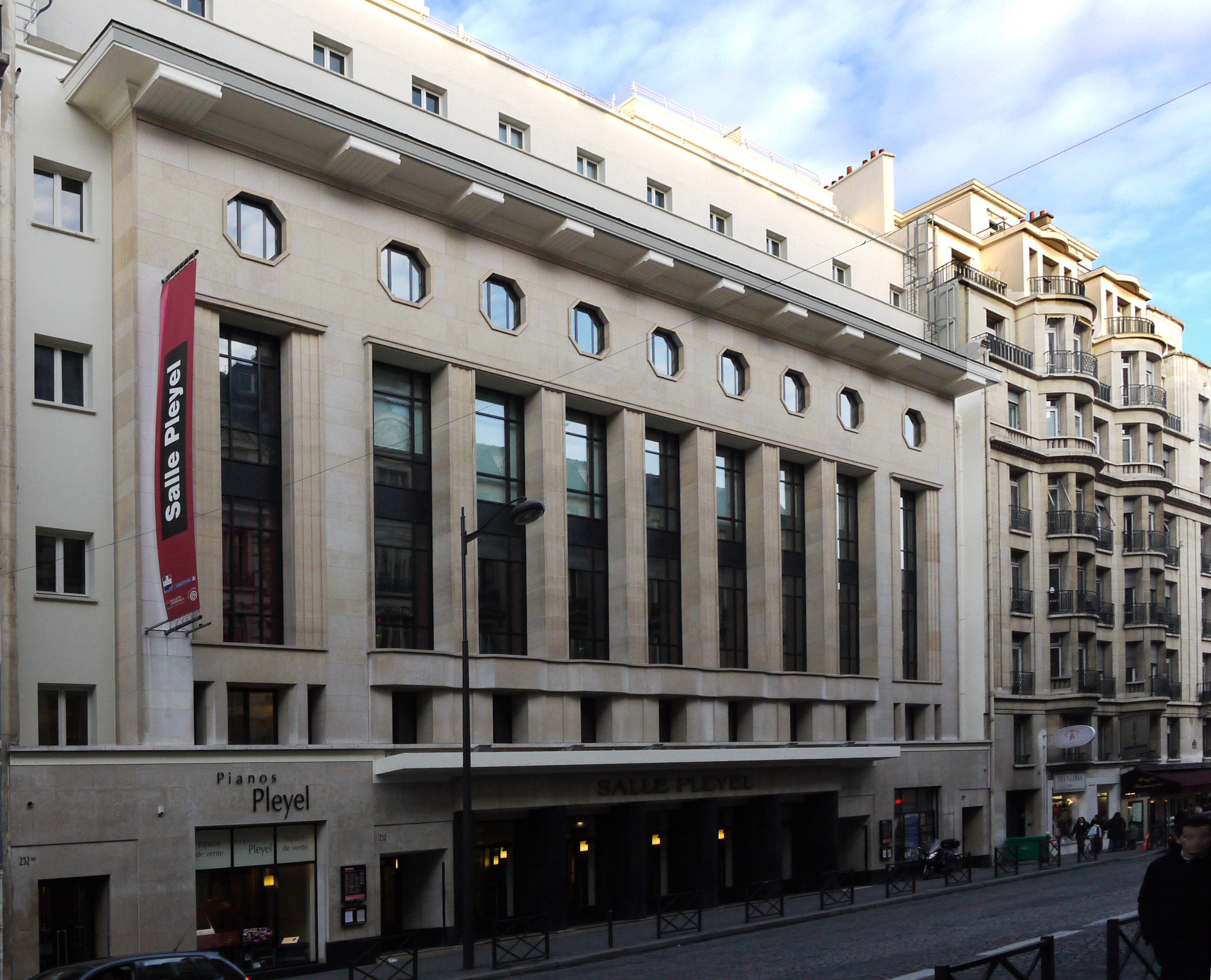
Der Konzertsaal Salle Pleyel, der Veranstaltungsort der Verleihung

## Gewinner und Nominierungen
| Statistik (Filme mit mehr als einer Nominierung) N=Nominierung; A=Auszeichnung |   |   |
| Film                                                                           | N | A |
| Providence                                                                     | 8 | 7 |
| Süßer Wahn                                                                     | 6 | 0 |
| Der Haudegen                                                                   | 5 | 3 |
| Lohn der Giganten                                                              | 3 | 1 |
| Madame Rosa                                                                    | 3 | 1 |
| Der Mann, der die Frauen liebte                                                | 3 | 0 |
| Der Richter, den sie Sheriff nannten                                           | 3 | 0 |
| Die Spitzenklöpplerin                                                          | 3 | 0 |
| Wir kommen alle in den Himmel                                                  | 3 | 0 |
| Der Fall Serrano                                                               | 2 | 0 |
| Dieses obskure Objekt der Begierde                                             | 2 | 0 |
| Rollenspiele                                                                   | 2 | 0 |

### Bester Film (Meilleur film)
Providence – Regie: Alain Resnais
- Der Haudegen (Le Crabe-Tambour) – Regie: Pierre Schoendoerffer
- Die Spitzenklöpplerin (La dentellière) – Regie: Claude Goretta
- Wir kommen alle in den Himmel (Nous irons tous au paradis) – Regie: Yves Robert

### Beste Regie (Meilleur réalisateur)
Alain Resnais – Providence
- Luis Buñuel – Dieses obskure Objekt der Begierde (Cet obscur objet du désir)
- Claude Miller – Süßer Wahn (Dites-lui que je l’aime)
- Pierre Schoendoerffer – Der Haudegen (Le Crabe-Tambour)

### Bester Hauptdarsteller (Meilleur acteur)
Jean Rochefort – Der Haudegen (Le Crabe-Tambour)
- Alain Delon – Der Fall Serrano (Mort d’un pourri)
- Charles Denner – Der Mann, der die Frauen liebte (L’homme qui aimait les femmes)
- Gérard Depardieu – Süßer Wahn (Dites-lui que je l’aime)
- Patrick Dewaere – Der Richter, den sie Sheriff nannten (Le juge Fayard dit Le Shériff)

### Beste Hauptdarstellerin (Meilleure actrice)
Simone Signoret – Madame Rosa (La vie devant soi)
- Brigitte Fossey – Die verschworenen Kinder (Les enfants du placard)
- Isabelle Huppert – Die Spitzenklöpplerin (La dentellière)
- Miou-Miou – Süßer Wahn (Dites-lui que je l’aime)
- Delphine Seyrig – Rollenspiele (Repérages)

### Bester Nebendarsteller (Meilleur acteur dans un second rôle)
Jacques Dufilho – Der Haudegen (Le Crabe-Tambour)
- Michel Aumont – Verwöhnte Kinder (Des enfants gâtés)
- Jean-François Balmer – Lohn der Giganten (La menace)
- Jean Bouise – Der Richter, den sie Sheriff nannten (Le juge Fayard dit Le Shériff)
- Philippe Léotard – Der Richter, den sie Sheriff nannten (Le juge Fayard dit Le Shériff)

### Beste Nebendarstellerin (Meilleure actrice dans un second rôle)
Marie Dubois – Lohn der Giganten (La menace)
- Nelly Borgeaud – Der Mann, der die Frauen liebte (L’homme qui aimait les femmes)
- Geneviève Fontanel – Der Mann, der die Frauen liebte (L’homme qui aimait les femmes)
- Florence Giorgetti – Die Spitzenklöpplerin (La dentellière)
- Valérie Mairesse – Rollenspiele (Repérages)

### Bestes Drehbuch (Meilleur scénario original ou adaptation)
David Mercer – Providence
- Michel Audiard – Der Fall Serrano (Mort d’un pourri)
- Jean-Claude Carrière und Luis Buñuel – Dieses obskure Objekt der Begierde (Cet obscur objet du désir)
- Jean-Loup Dabadie und Yves Robert – Wir kommen alle in den Himmel (Nous irons tous au paradis)

### Beste Filmmusik (Meilleure musique écrite pour un film)
Miklós Rózsa – Providence
- Vladimir Cosma – Ein irrer Typ (L’animal)
- Francis Lai – Bilitis
- Philippe Sarde – Der Haudegen (Le Crabe-Tambour)

### Bestes Szenenbild (Meilleurs décors)
Jacques Saulnier – Providence
- Bernard Evein – Madame Rosa (La vie devant soi)
- Hilton McConnico – Süßer Wahn (Dites-lui que je l’aime)
- Jean-Pierre Kohut-Svelko – Wir kommen alle in den Himmel (Nous irons tous au paradis)

### Beste Kamera (Meilleure photographie)
Raoul Coutard – Der Haudegen (Le Crabe-Tambour)
- Ricardo Aronovich – Providence
- Pierre Lhomme – Süßer Wahn (Dites-lui que je l’aime)
- Andréas Winding – Der Ankläger (L’imprécateur)

### Bester Ton (Meilleur son)
Jacques Maumont und René Magnol – Providence
- Bernard Aubouy – Die kleinen Pariserinnen (Diabolo menthe)
- Paul Lainé – Süßer Wahn (Dites-lui que je l’aime)
- Pierre Ley und François Bel – La griffe et la dent
- Jean-Pierre Ruh – Madame Rosa (La vie devant soi)

### Bester Schnitt (Meilleur montage)
Albert Jurgenson – Providence
- Françoise Bonnot – Die einfache Vergangenheit (Le passé simple)
- Henri Lanoë – Lohn der Giganten (La menace)
- Chris Marker – Rot ist die blaue Luft (Le fond de l’air est rouge)

### Bester Kurzfilm (Meilleur court métrage de fiction)
500 grammes de foie de veau – Regie: Henri Glaeser
- Sauf dimanches et fêtes – Regie: François Ode
- Temps souterrain – Regie: David Andras
- Je veux mourir dans la patrie de Jean-Paul Sartre – Regie: Mosco Boucault
- Le blanc des yeux – Regie: Henri Colombier

### Bester animierter Kurzfilm (Meilleur court métrage d’animation)
Rêve – Regie: Peter Foldes
- Fracture – Regie: Paul Brizzi und Gaëtan Brizzi
- Kubrick à brac – Regie: Dominique Rocher
- Mordillissimo – Regie: Roger Beaurin
- La nichée – Regie: Gérard Collin

### Bester dokumentarischer Kurzfilm (Meilleur court métrage documentaire)
La maréchal-ferrant – Regie: Georges Rouquier
- Naissance – Regie: Frédéric Le Boyer
- Ben Chavis – Regie: Jean-Daniel Simon
- La loterie de la vie – Regie: Guy Gilles
- Samarang – Regie: Rafi Toumayan

### Bester ausländischer Film (Meilleur film étranger)
Ein besonderer Tag (Una giornata particolare), Italien – Regie: Ettore Scola
- Der amerikanische Freund, Deutschland/Frankreich – Regie: Wim Wenders
- Der Stadtneurotiker (Annie Hall), USA – Regie: Woody Allen
- Brot und Schokolade (Pane e cioccolata), Italien – Regie: Franco Brusati

## Ehrenpreis (César d’honneur)
- Robert Dorfmann, französischer Filmproduzent
- René Goscinny, französischer Comicautor